# Ланский замок
Ланский замок (чеш. Lánský zámek) — ренессансно-барочный замок в Чехии, расположенный в селе Ланы, район Кладно, Среднечешский край. Замок находится в северной части кршивоклатских лесов (Кршивоклатско). На прилегающей к замку территории находится английский парк, пруд Бахняк, ланский заповедник, пальмовый зимний сад. С 1921 года замок принадлежит государству и в настоящее время является официальной летней резиденцией президента Чешской Республики.
Ланский замок с костёлом и парком является памятником культуры Чехии.

## История
В письменных источниках, датируемых 1392 годом, на месте нынешнего замка упоминается деревянная крепость, принадлежавшая Гашеку из Лан. В конце XVI века существовавшее здесь селение перешло во владение короля Рудольфа II, который перестроил крепость в летний охотничий замок в ренессансном стиле. В 1652 году замок был перестроен в архитектурном стиле барокко.
В конце XVII века замок перешел во владение графского рода Вальдштейнов. В 1730 году Ян Йосеф из Вальдштейна провёл обширную реконструкцию, в результате которой Ланский замок был заметно перестроен и увеличен на один этаж. В начале XVIII века замок перешел во владения княжеского рода Фюрстенбергов, в собственности которого оставался до 1921 года. В 1748—1752 годах к замку был пристроен костёл Святейшего имени Иисуса в стиле рококо, соединенный с замком переходом. В 1821—1825 годах замок был вновь перестроен князем Карлом Эгоном II цу Фюрстенбергом, в результате чего был надстроен третий этаж замка и построен вход с северной стороны. Последний этаж был построен в мансардовой крыше замка в 1903 году по указанию князя Максимилиана Эгона II цу Фюрстенберга. С южной стороны замка также был пристроен новый вход.
В 1921 году замок был выкуплен за 25 млн крон чехословацким правительством и перестроен для целей летней резиденции президента Чехословакии. Строительные работы под руководством архитектора Йоже Плечника продолжались с 15 июля до 6 августа 1921 года, на них были задействовано 358 постоянных рабочих и 120 рабочих от 33 фирм для проведения дополнительных работ. Реконструкция замка обошлась казне в 3 млн крон и проводилась под личным контролем президента Масарика, который согласовывал все архитектурные изменения, предложенные Йожем Плечником.

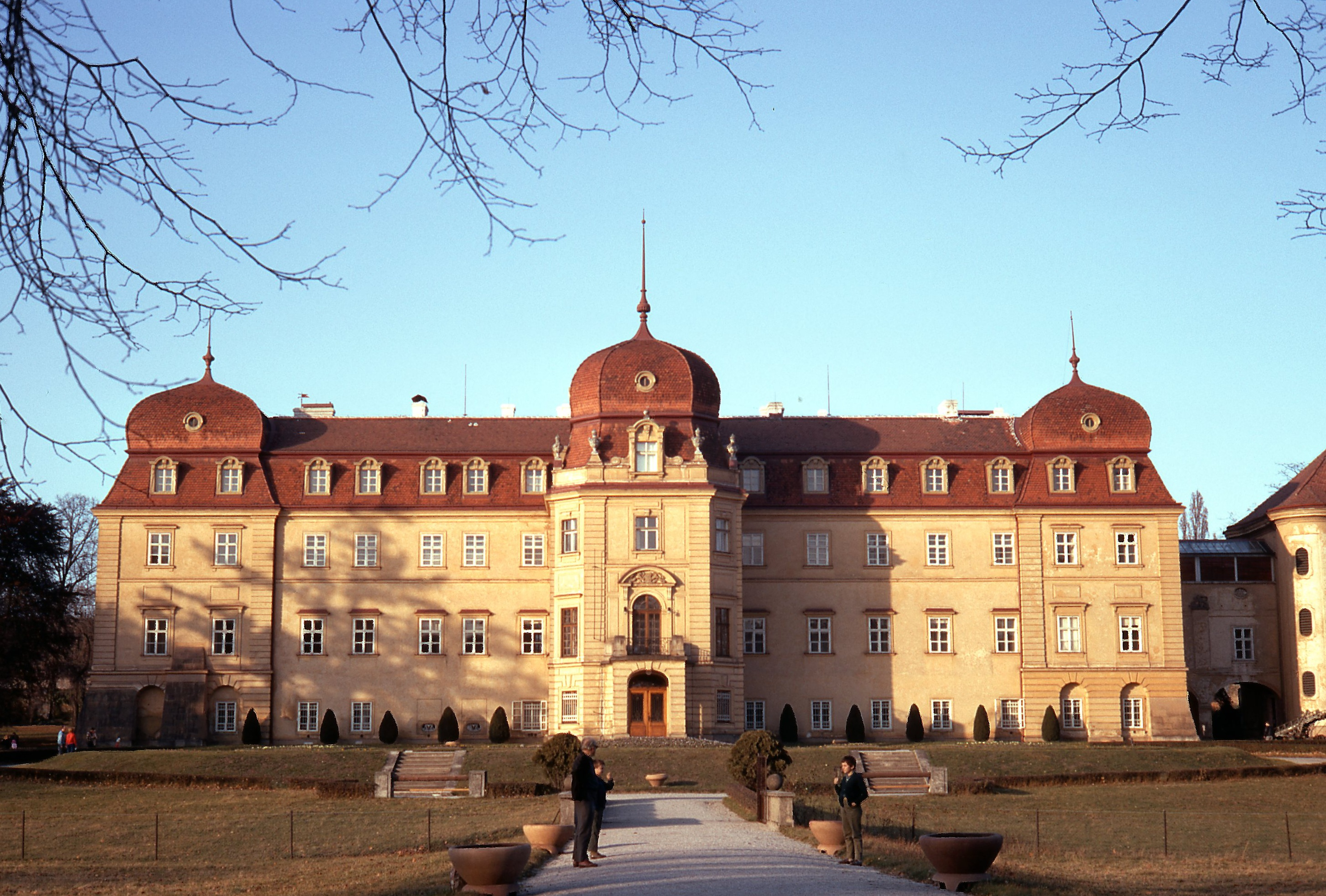
Ланский замок в 70-х годах XX века

## Резиденция президента
11 августа 1921 года президент Чехословакии Томаш Масарик приехал специальным поездом из Капри, где проходил лечение, в Ланский замок, в котором практически постоянно жил следующие 17 лет.
Безопасность замка Лaни обеспечивали чехословацкие легионеры.
После своей отставки в 1935 году Масарик окончательно переехал в замок со своей семьей, а после своей смерти в 1937 году был похоронен на ланском кладбище. После этого Ланский замок мало использовался правительством. Во время Второй мировой войны здесь периодически бывал президент Протектората Богемия и Моравия Эмиль Гаха.
После 1989 года замок использовался президентами Вацлавом Гавелом, Вацлавом Клаусом и Милошем Земаном. В настоящее время сам замок большей частью закрыт для туристов, посетители допускаются только на первый этаж, в замковый парк, костёл и оранжерею.